# Sven Thorén
Sven Adam Thorén, född den 14 maj 1881 i Stockholm, död där den 26 april 1963, var en svensk militär. Han var son till Adam Thorén och bror till Hjalmar Thorén.
Thorén blev löjtnant i Smålands artilleriregemente 1906, kapten där 1915, artilleristabsofficer 1916 och major i artilleristaben 1926 (i Smålands arméartilleriregemente 1927). Thorén blev överstelöjtnant 1930 och samma år föredragande i rikskommissionen för ekonomisk försvarsberedskap, där han var avdelningschef 1937–1946. Han befordrades till överste i armén 1935 och övergick till reserven 1938. Thorén invaldes som ledamot av Krigsvetenskapsakademien 1930. Han blev riddare av Vasaorden 1923, av Svärdsorden 1924 och av Nordstjärneorden 1935. Thorén vilar i sin familjegrav på Norra begravningsplatsen utanför Stockholm.